# Hartmannsdorf (bei Gera)
Hartmannsdorf település Németországban, azon belül Türingiában. Lakosainak száma 339 fő (2022. december 31.). Hartmannsdorf Bad Köstritz és Kraftsdorf községekkel határos.

## Népesség
A település népességének változása:
| Lakosok száma | 354  | 348  | 334  | 339  |
|               | 2017 | 2019 | 2021 | 2022 |